# Terry Allen (músico)
Terry Allen (Wichita, 7 de mayo de 1943) es un cantautor de música country y artista estadounidense. 

## Biografía
Allen nació en Wichita, Kansas. Ha grabado más de diez álbumes de canciones originales en el género country, incluyendo exitosos discos como Juarez (1975) y Lubbock (on everything) (1979). Su canción "Amarillo Highway" ha sido versionada por artistas como Bobby Bare, Sturgill Simpson y Robert Earl Keen. Otros artistas que han grabado versiones de Allen incluyen a Guy Clark, Little Feat, David Byrne, Doug Sahm, Ricky Nelson y Lucinda Williams. La revista Rolling Stone describió su catálogo musical como "uniformemente excéntrico e intransigente, salvaje y hermoso, literario y gutural".
También se ha desempeñado como artistas en áreas como la escultura, la pintura y el dibujo. En 1961 se casó con la actriz y artista Jo Harvey Allen.

## Discografía
- Juarez (1975)
- Lubbock (On Everything) (1979)
- Smokin' the Dummy (1980)
- Bloodlines (1983)
- Pedal Steal (1985)
- Amerasia (1987)
- Silent Majority (1992)
- Chippy (1995)
- Human Remains (1996)
- Salivation (1999)
- Bottom of the World (2013)
- Pedal Steal + Four Corners (2019)
- Just Like Moby Dick (2020)